# Raffaele Carcano
Raffaele Carcano   (Torí, 1806 - 1864) fou un cantant i compositor italià.
El 1824 entrà com a primer baix en la capella reial de la capital d'Espanya, càrrec que ocupà fins a la seva mort.
Deixà un gran nombre de composicions musicals de caràcter religiós, que encara són molt estimades.